# WBTV-Tower
WBTV-Tower (också kallad Jefferson Pilot Comm. Tower) är en 609,6 meter (2000 engelska fot) hög vajrad mast för sändningar av FM och TV-program i Dallas, North Carolina, USA. WBTV-Tower stod klart år 1984 och ägs av Jefferson Pilot Communications.